# 타냐 알렌
타냐 알렌(Tanya Allen, 1975년 1월 1일 ~ )은 캐나다의 영화배우이다.
토론토에서 태어났다.

## 영화
- 멜트다운 (2013년)
- 어둠의 게임 (2013년)
- 매직 (2010년) - 탐미 역
- 셔터 인 도쿄 (2008년)
- 사일런트 힐 (2006년) - 애너 역
- 칙스 위드 스틱스 (2004년) - 케이트 역
- 론 히어로 (2002년) - 샤론 역
- 저격자 (2002년)
- 테일 라이츠 페이드 (1999년) - 앤지 역
- 플래티넘 (1997년) - 애스트리드 커쉬 역
- 리제너레이션 (1997년)
- 제3의 눈 (1995년)
- 탐정 스펜서 - 세러모니 (1993년)